# Анна Дювік
Анна Дювік (31 грудня 1994 , Лександ, Даларна ) — шведська лижниця, що виступає за клуб IFK Mora SK. Учасниця зимових Олімпійських ігор 2018.

## Результати за кар'єру
Усі результати наведено за даними Міжнародної федерації лижного спорту.

### Олімпійські ігри
| Рік  | Вік | 10 км індивідуальні пер. | 15 км скіатлон | 30 км мас-старт | Спринт | 4 × 5 км естафета | Командна першість спринт |
| ---- | --- | ------------------------ | -------------- | --------------- | ------ | ----------------- | ------------------------ |
| 2018 | 23  | —                        | —              | —               | 12     | —                 | —                        |

### Чемпіонати світу
| Рік  | Вік | 10 км індивідуальні пер. | 15 км скіатлон | 30 км мас-старт | Спринт | 4 × 5 км естафета | Командна першість спринт |
| ---- | --- | ------------------------ | -------------- | --------------- | ------ | ----------------- | ------------------------ |
| 2017 | 22  | —                        | —              | —               | 27     | —                 | —                        |

### Кубки світу

#### Підсумкові місця в Кубку світу за роками
| Сезон | Вік | Місце в дисципліні | Місце в дисципліні | Місце в дисципліні | Місце в дисципліні | Місце в Скі Тур | Місце в Скі Тур | Місце в Скі Тур | Місце в Скі Тур   | Місце в Скі Тур |
| Сезон | Вік | Загалом            | Дистанція          | Спринт             | Ю-23               | Nordic Opening  | Тур де Скі      | Скі Тур 2020    | Фінал Кубка світу | Скі Тур Канада  |
| ----- | --- | ------------------ | ------------------ | ------------------ | ------------------ | --------------- | --------------- | --------------- | ----------------- | --------------- |
| 2016  | 21  | НК                 | —                  | НК                 | НК                 | —               | —               | Н/Д             | Н/Д               | —               |
| 2017  | 22  | 51                 | 58                 | 33                 | 7                  | —               | —               | Н/Д             | 24                | Н/Д             |
| 2018  | 23  | 28                 | 63                 | 11                 | Н/Д                | 45              | —               | Н/Д             | 24                | Н/Д             |
| 2019  | 24  | 62                 | 60                 | 39                 | Н/Д                | 23              | —               | Н/Д             | —                 | Н/Д             |
| 2020  | 25  | 45                 | 34                 | 31                 | Н/Д                | —               | —               | 32              | Н/Д               | Н/Д             |
| 2021  | 26  | 40                 | 41                 | 32                 | Н/Д                | 18              | —               | Н/Д             | Н/Д               | Н/Д             |

#### П'єдестали в командних дисциплінах
- 1 п'єдестал – (1 Ес)

| № | Сезон   | Дата           | Місце пров.        | Перегони              | Рівень      | Місце | Тов. по команді             |
| - | ------- | -------------- | ------------------ | --------------------- | ----------- | ----- | --------------------------- |
| 1 | 2016–17 | 18 грудня 2016 | Ла-Клюза (Франція) | Естафета 4 × 5 км К/В | Кубок світу | 3-тє  | Вікен / Нільссон / Rydqvist |